# Everything (Sebastian Walldén-låt)
"Everything" är en låt som framförs av den svenske artisten och Idol 2018-vinnaren Sebastian Walldén. Låten är skriven av Lina Hansson, Cassandra Ströberg, Clara Mae och Kris Eriksson och släpptes den 7 december 2018 efter att Walldén vann Idolfinalen i Globen.

## Listplaceringar
| Lista (2018) | Listplacering |
| ------------ | ------------- |
| Sverige      | 27            |